# اسفانبول پارک

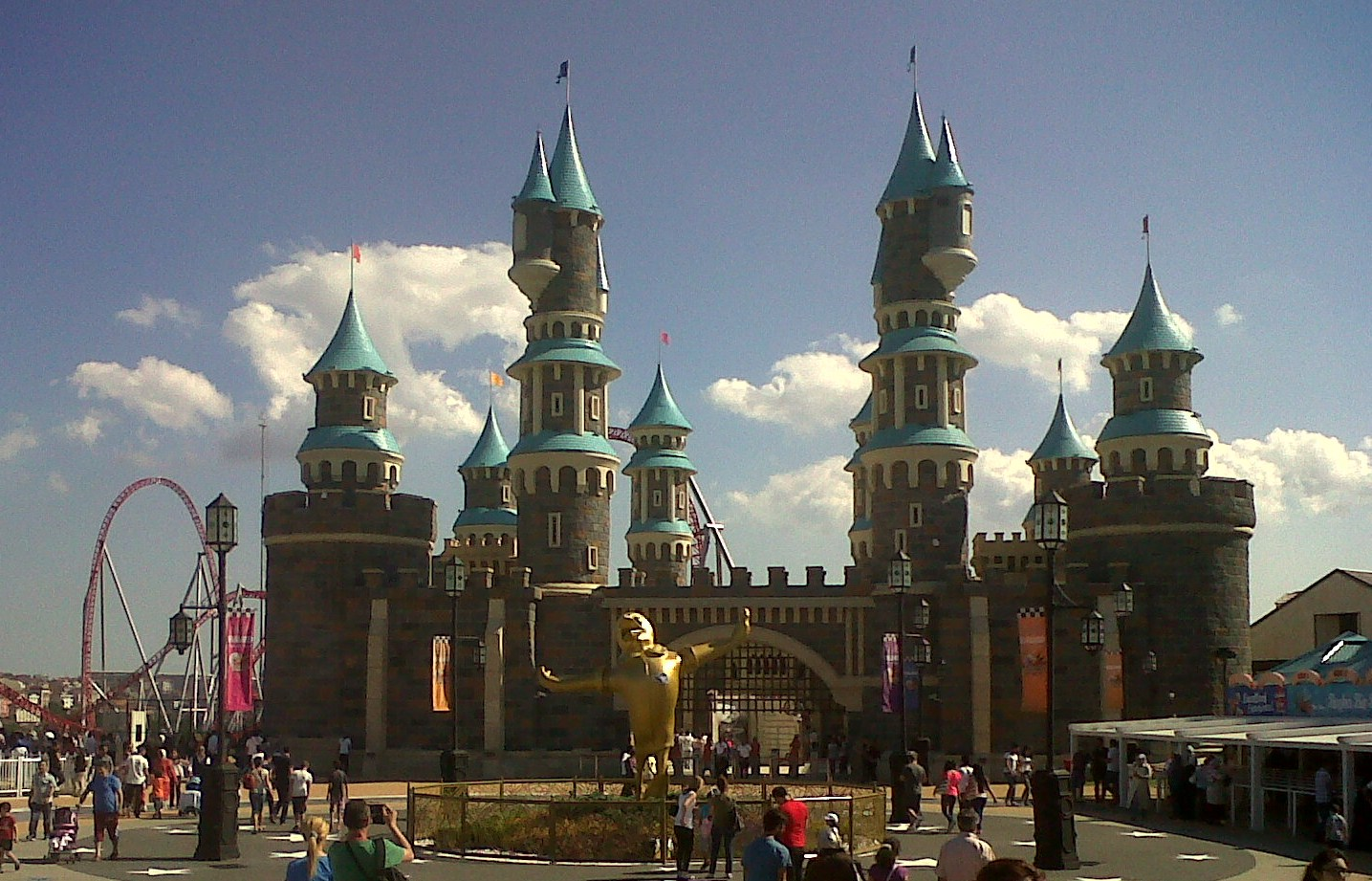
اسفانبول (ویالند سابق)

شهربازی استانبول (اسفانبول پارک یا Isfanbul park؛ ویالند سابق) با وسعت ۱٬۰۰۰٬۰۰۰ متر مربع درسال ۲۰۱۳ افتتاح شد و با ظاهری شبیه دیزنی لند و نام ویالند شروع به کار کرد. تمام سهام این مرکز در سال ۲۰۱۵ توسط یک شرکت ترک خریداری شد و نام آن به اسفانبول تغییر پیدا کرد.
اسفانبول یک مرکز تفریحی اقامتی به‌شمار می‌آید که شامل یک پارک آبی، آکواریوم، مرکز خرید، یک هتل، تم پارک، اوت لت، باشگاه ورزشی، کافه و رستوران است.